# Alan Percy (8e duc de Northumberland)
Alan Ian Percy, 8e duc de Northumberland, (17 avril 1880 – 23 août 1930) est le fils de Henry Percy, et Edith Campbell.

## Militaire de carrière
Percy est sous-lieutenant du 2e bataillon de volontaires Régiment royal de la Reine, quand il est admis comme sous-lieutenant dans le Grenadier Guards le 24 janvier 1900. Il sert avec son régiment, de 1901 à 1902, en Afrique du Sud au cours de la seconde guerre des Boers. À la suite de la fin de la guerre, il retourne au Royaume-Uni en août 1902. En 1908, il participe à la guerre des mahdistes, prenant part aux opérations dans le Sud du Kordofan méridional. Il est aide de camp d'Albert Grey. Pendant son temps en tant qu'aide de camp au Canada, il entreprend une course à pied de 111 km d'une ville à l'autre en trois jours - malgré les tempêtes de neige, il réussit le défi et gagne le pari. Au cours de la Première Guerre mondiale, il sert avec le Grenadier Guards, en travaillant avec le département des renseignements à fournir des témoignages de batailles et de la ligne de front. Son frère William Percy sert également pendant la guerre, blessé en 1915, il passe le reste de la guerre comme avocat militaire. Il est fait chevalier de la Légion d'honneur.

## Activités politiques
Politiquement, Percy est un Tory irréductible. Il est un fervent partisan de la Chambre des lords.
À partir de 1921, il finance la société d'édition Boswell, puis de 1922 jusqu'à sa mort, le Patriote, un hebdomadaire de la droite radicale qui publie des articles de Nesta Webster avec un mélange d'anticommunisme et d'antisémitisme.
En 1924, il acquiert un intérêt dans le Morning Post.
Le duc est nommé Lord Lieutenant du Northumberland. Pendant un an avant sa mort, il sert en tant que chancelier de l'université de Durham, un rôle que son père avait également eu.

## Mariage et famille
Le 18 octobre 1911, Percy épouse Helen Magdalan Gordon-Lennox (fille de Charles Gordon-Lennox). Ils ont six enfants :
- Henry Percy (9e duc de Northumberland) (15 juillet 1912, tué à l'ennemi 21 mai 1940)
- Hugh Percy (10e duc de Northumberland) (6 avril 1914, 11 octobre 1988), il épouse Elizabeth Montagu Douglas Scott, le 12 juin 1946. Ils ont sept enfants.
- Elizabeth Ivy Percy (25 mai 1916-16 septembre 2008), elle épouse Douglas Douglas-Hamilton, 14e duc de Hamilton, le 2 décembre 1937. Ils ont cinq enfants.
- Diana Evelyn Percy (23 novembre 1917, 16 juin 1978), elle épouse John Egerton, le 29 avril 1939. Ils n'ont pas d'enfants.
- Richard Charles Percy (11 février 1921-20 décembre 1989), il épouse Sarah Jane Elizabeth Norton le 10 septembre 1966. Ils ont deux enfants. Il se remarie avec Clayre Campbell en 1979.
  - Algernon Alan Percy (17 mars 1969)
  - Josceline Richard Percy (juin 1971)
- Geoffrey William Percy (8 juillet 1925-4 décembre 1984), il épouse Mary Elizabeth Lea le 27 mai 1955. Ils ont une fille :
  - Diana Ruth Percy (22 novembre 1956)

Le 8e duc est mort en 1930, et est enterré dans la voûte Northumberland, dans l'abbaye de Westminster. Il a été remplacé dans le duché et ses autres titres de son fils aîné, Henry.